# Melani Shaffmaster
Melani Shaffmaster (* 13. Juli 2001 in New Castle) ist eine US-amerikanische Volleyballspielerin.

## Karriere
Shaffmaster begann ihre Karriere an der New Castle High School. Von 2021 bis 2024 studierte sie an der University of Minnesota und spielte in der Universitätsmannschaft. In der Saison 2024/25 war die Zuspielerin in Griechenland bei AON Amazones aktiv. Außerdem spielte sie 2025 noch in der US-Profiliga bei den Orlando Valkyries. Danach wurde Shaffmaster vom deutschen Bundesligisten Allianz MTV Stuttgart verpflichtet.